# Middletown, Connecticut
Middletown är en stad i Middlesex County i delstaten Connecticut, USA. Den hade cirka 43 167 invånare år 2000.

## Kända personer från Middletown
- William D. Brewer, diplomat
- Stephen F. Chadwick, politiker
- Jules Dassin, regissör
- Samuel Dickinson Hubbard, politiker
- Philip Stekl, roddare